# Jim Bilba
Jim Bilba (Pointe-à-Pitre, 17 de abril de 1968) é um basquetebolista profissional francês atualmente aposentado e atuando como Assistente Técnico do Cholet Basket na Liga Francesa de Basquetebol.
O jogador que encerrou sua carreira em 2007 atuando pelo clube onde atua como assistente técnico, durante sua carreira participou da campanha da Seleção Francesa de Basquetebol que conquistou a Medalha de Prata nos Jogos Olímpicos de Verão de 2000 em Sydney.
Anos antes no Final Four de 1993 da Euroliga conquistou o único título de um clube francês na competição continental de sempre com o CSP Limoges ao vencer na final o poderoso Benneton Treviso da Itália.